# Gerlof Fokko Mees
Gerlof Fokko Mees (Velsen, 16 juni 1926 – Busselton, 31 maart 2013) was een Nederlandse ichtyoloog en vooral ornitholoog en museumconservator. Tijdens zijn verblijf op Java, waar hij tussen 1946 en 1949 als dienstplichtig militair diende, raakte hij geïnteresseerd in een bepaalde groep van tropische vogels, de brilvogels (Zosteropidae).
Mees was een telg uit het geslacht Mees en een zoon van de uitgevers Constantinus Alting Mees (1894-1978) en dr. Mea Verwey (1892-1978) en studeerde biologie aan de Universiteit Leiden en deed in 1953 kandidaatsexamen en in 1956 doctoraalexamen. In 1957 promoveerde hij op een proefschrift over de brilvogels uit de Indische Archipel en Australië (A systematic review of the Indo-Australian Zosteropidae Part I) bij prof. dr. H. Boschma.
Van mei 1955 tot juni 1957 was hij assistent bij de afdeling vogels van het Rijksmuseum van Natuurlijke Historie. In die periode bezocht hij Nieuw-Guinea via een tijdelijk dienstverband aan de Diergaarde Blijdorp. Ook beheerde hij tijdelijk de collectie vissen van het museum.
Van 1958 tot 1963 werkte hij in Australië als conservator van de gewervelde dieren aan het Museum van West-Australië te Perth.
In 1963 keerde hij terug naar Leiden. Hij werd daar de conservator van de afdeling vogels van het (toen nog) Rijksmuseum van Natuurlijke Historie (sinds 2010 Naturalis Biodiversity Center). Hij bleef daar tot zijn pensionering in 1991, waarna hij weer naar West-Australië verhuisde en zijn laatste jaren verbleef in Busselton.

## Werk
Hij beschreef in Australië een nieuw soort zoetwatervis salamandervisje (Lepidogalaxias salamandroides). Hij plaatste deze soort in de familie van de snoekforellen maar later werd de soort in de monotypische familie Lepidogalaxiidae gezet.
Verder werd als eerbetoon aan hem in 2004 door George Sangster en Frank Gerard Rozendaal een nachtzwaluw naar hem vernoemd, de Mees' nachtzwaluw  (Caprimulgus meesi).

### Overzicht van zijn belangrijkste artikelen
- A selection of articles by G.F. Mees for the Rijksmuseum van Natuurlijke Historie Repository.naturalis.nl

- Bibsys: 90306178
- CiNii: DA10663208
- Gemeinsame Normdatei: 1089886721
- International Standard Name Identifier: 0000 0003 9829 8185
- Library of Congress Control Number: n50009968
- Nationale bibliotheek van Australië: 58769671
- Nederlandse Thesaurus van Auteursnamen: 068825900
- Réseau des bibliothèques de Suisse occidentale: 02-A003579522
- Système universitaire de documentation: 145310922
- Virtual International Authority File: 238909673
- WorldCat: E39PBJqk8JMtgyrHVtkRpFKjmd